# Moroni Olsen
Moroni Olsen (Ogden, 27 giugno 1889 – Los Angeles, 22 novembre 1954) è stato un attore statunitense.

## Biografia
Nacque a Ogden nello Utah da famiglia appartenente alla Chiesa di Gesù Cristo dei Santi degli Ultimi Giorni. I genitori lo chiamarono Moroni come uno dei profeti del Libro di Mormon.
Dopo aver lavorato nei teatri di Broadway fece il suo film d'esordio nel 1935 I tre moschettieri. Da allora interpretò più di ottanta film. 
Morí nel 1954 all'età di 65 anni a causa di un attacco cardiaco.

## Filmografia

### Cinema
- I tre moschettieri (The Three Musketeers), regia di Rowland V. Lee (1935)
- La dominatrice (Annie Oakley), regia di George Stevens (1935)
- Seven Keys to Baldpate, regia di William Hamilton e Edward Killy (1935)
- We're Only Human, regia di James Flood (1935)
- Yellow Dust, regia di Wallace Fox (1936)
- Sogni dorati (The Farmer in the Dell), regia di Ben Holmes (1936)
- Two in Revolt, regia di Glenn Tryon (1936)
- La sedia del testimone (The Witness Chair), regia di George Nichols Jr. (1936)
- M'Liss, regia di George Nichols Jr. (1936)
- Maria di Scozia (Mary of Scotland), regia di John Ford e, non accreditato, Leslie Goodwins (1936)
- Grand Jury, regia di Albert S. Rogell (1936)
- Mummy's Boys, regia di Fred Guiol (1936)
- L'aratro e le stelle (The Plough and the Stars), regia di John Ford (1936)
- Emilio Zola (The Life of Emile Zola), regia di William Dieterle (1937)
- L'ultimo gangster (The Last Gangster), regia di Edward Ludwig (1937)
- Mischa il fachiro (Manhattan Merry-Go-Round), regia di Charles Reisner (1937)
- Adventure's End, regia di Arthur Lubin (1937)
- Biancaneve e i sette nani (Snow White and the Seven Dwarfs) (1937) - voce
- Occidente in fiamme (Gold Is Where You Find It), regia di Michael Curtiz (1938)
- Il vascello maledetto (Kidnapped), regia di Alfred L. Werker e, non accreditato, Otto Preminger (1938)
- What Do You Think?: Tupapaoo, regia di Jacques Tourneur (1938)
- Maria Antonietta (Marie Antoinette) di W. S. Van Dyke II (1938)
- That Certain Age, regia di Edward Ludwig (1938)
- L'amore bussa tre volte (There Goes My Heart), regia di Norman Z. McLeod (1938)
- Pattuglia sottomarina (Submarine Patrol), regia di John Ford (1938)
- Kentucky, regia di David Butler (1938)
- La squadra volante (Homicide Bureau), regia di Charles C. Coleman (1939)
- D'Artagnan e i tre moschettieri (The Three Musketeers), regia di Allan Dwan (1939)
- La rosa di Washington (Rose of Washington Square), regia di Gregory Ratoff (1939)
- Sons of Liberty, regia di Michael Curtiz (1939)
- Code of the Secret Service, regia di Noel M. Smith (1939)
- Susanna e le giubbe rosse (Susannah of the Mounties), regia di Walter Lang e William A. Seiter (1939)
- The Bill of Rights, regia di Crane Wilbur (1939)
- Dust Be My Destiny, regia di Lewis Seiler (1939)
- Il primo ribelle (Allegheny Uprising), regia di William A. Seiter (1939)
- That's Right - You're Wrong, regia di David Butler (1939)
- Barricade, regia di Gregory Ratoff (1939)
- Strisce invisibili (Invisible Stripes), regia di Lloyd Bacon (1939)
- Brother Rat and a Baby, regia di Ray Enright (1940)
- Carovana d'eroi (Virginia City), regia di Michael Curtiz (1940)
- Se fosse a modo mio (If I Had My Way), regia di David Butler (1940)
- La grande missione (Brigham Young), regia di Henry Hathaway (1940)
- Non mi ucciderete (East of the River), regia di Alfred E. Green (1940)
- I pascoli dell'odio (Santa Fe Trail), regia di Michael Curtiz (1940)
- Respect the Law, regia di Joseph M. Newman (1941)
- Life with Henry, regia di Theodore Reed (1941)
- Three Sons o' Guns, regia di Benjamin Stoloff (1941)
- Bombardieri in picchiata (Dive Bomber), regia di Michael Curtiz (1941)
- Un piede in paradiso (One Foot in Heaven), regia di Irving Rapper (1941)
- Dangerously They Live, regia di Robert Florey (1941)
- Nazi Agent, regia di Jules Dassin (1942)
- Sundown Jim, regia di James Tinling (1942)
- Rotta sui Caraibi (Ship Ahoy), regia di Edward Buzzell (1942)
- My Favorite Spy, regia di Tay Garnett (1942)
- La chiave di vetro (The Glass Key), regia di Stuart Heisler (1942)
- Mrs. Wiggs of the Cabbage Patch, regia di Ralph Murphy (1942)
- La grande fiamma (Reunion in France), regia di Jules Dassin (1942)
- Arcipelago in fiamme (Air Force), regia di Howard Hawks (1943)
- Mission to Moscow, regia di Michael Curtiz (1943)
- We've Never Been Licked, regia di John Rawlins (1943)
- Madame Curie, regia di Mervyn LeRoy e, non accreditato, Albert Lewin (1943)
- Bernadette (The Song of Bernadette), regia di Henry King (1943)
- Alì Babà e i quaranta ladroni (Ali Baba and the Forty Thieves), regia di Arthur Lubin (1944)
- Buffalo Bill, regia di William A. Wellman (1944)
- Il cobra (Cobra Woman), regia di Robert Siodmak (1944)
- Roger Touhy, Gangster, regia di Robert Florey (1944)
- Missione segreta (Thirty Seconds Over Tokyo), regia di Mervyn LeRoy (1944)
- La valle del destino (The Valley of Decision), regia di Tay Garnett (1945)
- C'è sempre un domani (Pride of the Marines), regia di Delmer Daves (1945)
- Behind City Lights, regia di John English (1945)
- Il romanzo di Mildred (Mildred Pierce), regia di Michael Curtiz (1945)
- Grand hotel Astoria (Week-End at the Waldorf), regia di Robert Z. Leonard (1945)
- Don't Fence Me In, regia di John English (1945)
- Tutte le spose sono belle (From This Day Forward), regia di John Berry (1946)
- Notte di paradiso (Night in Paradise), regia di Arthur Lubin (1946)
- ...e le mura caddero (The Walls Came Tumbling Down), regia di Lothar Mendes (1946)
- Minorenni pericolose (Boys' Ranch), regia di Roy Rowland (1946)
- Notorious - L'amante perduta (Notorius), regia di Alfred Hitchcock (1946)
- Venere peccatrice (The Strange Woman), regia di Edgar G. Ulmer e, non accreditato, Douglas Sirk (1946)
- La vita è meravigliosa (It's a Wonderful Life), regia di Frank Capra (1946) - voce
- La morte è discesa a Hiroshima (The Beginning or the End), regia di Norman Taurog (1947)
- La disperata notte (The Long Night), regia di Anatole Litvak (1947)
- Anime in delirio (Possessed), regia di Curtis Bernhardt (1947)
- Vita col padre (Life with Father), regia di Michael Curtiz (1947)
- Sangue indiano (Black Gold), regia di Phil Karlson (1947)
- Età inquieta (That Hagen Girl), regia di Peter Godfrey (1947)
- La muraglia delle tenebre (High Wall), regia di Curtis Bernhardt (1947)
- Chiamate Nord 777 (Call Northside 777), regia di Henry Hathaway (1948)
- Up in Central Park, regia di William A. Seiter (1948)
- Suprema decisione (Command Decision), regia di Sam Wood (1948)
- La fonte meravigliosa (The Fountainhead), regia di King Vidor (1949)
- Aquile dal mare (Task Force), regia di Delmer Daves (1949)
- Sansone e Dalila (Samson and Delilah), regia di Cecil B. DeMille (1949)
- Il padre della sposa (Father of the Bride), regia di Vincente Minnelli (1950)
- L'ambiziosa (Payment on Demand). regia di Curtis Bernhardt (1951)
- Papà diventa nonno (Father's Little Dividend), regia di Vincente Minnelli (1951)
- No Questions Asked, regia di Harold F. Kress (1951)
- Squali d'acciaio (Submarine Command), regia di John Farrow (1951)
- Stella solitaria (Lone Star), regia di Vincent Sherman (1952)
- I figli dei moschettieri (At Sword's Point), regia di Lewis Allen (1952)
- Washington Story, regia di Robert Pirosh (1952)
- Sogno di Bohème (So This Is Love), regia di Gordon Douglas (1953)
- Il bisbetico domato (Marry Me Again), regia di Frank Tashlin (1953)
- 12 metri d'amore (The Long, Long Trailer), regia di Vincente Minnelli (1953)
- Il re dei barbari (Sign of the Pagan), regia di Douglas Sirk (1954)

### Televisione
- Lucy ed io (I Love Lucy) – serie TV, un episodio (1952)
- General Electric Theater – serie TV, episodio 2x16 (1954)

### Filmati d'archivio
- Disney's 'Snow White and the Seven Dwarfs': Still the Fairest of Them All, regia di Harry Arends (2001)

## Doppiatori italiani
- Giorgio Capecchi in Arcipelago in fiamme (ridoppiaggio 1949), Il romanzo di Mildred, Anime in delirio, La fonte meravigliosa, La rosa di Washington, La disperata notte
- Mario Besesti in Maria di Scozia (ridoppiaggio 1952), Il padre della sposa, Papà diventa nonno, Stella solitaria
- Gaetano Verna in Strisce invisibili, C'è sempre un domani, Squali d'acciaio
- Amilcare Pettinelli in Un piede in paradiso,[1] Il re dei barbari
- Roldano Lupi in Non mi ucciderete
- Aldo Silvani in Alì Babà e i 40 ladroni
- Manlio Busoni in Notorious l'amante perduta
- Corrado Racca in Chiamate Nord 777
- Olinto Cristina in I figli dei moschettieri
- Luigi Pavese in 12 metri d'amore
- Gino Baghetti in Buffalo Bill (1º ridoppiaggio 1959)
- Mario Lombardini in La chiave di vetro (ridoppiaggio 1986)

Da doppiatore è sostituito da:
- Aldo Silvani in Biancaneve e i sette nani
- Cesare Polacco in La vita è meravigliosa
- Mario Feliciani in Biancaneve e i sette nani (ridoppiaggio 1972)